# Molgula millari
Molgula millari är en sjöpungsart som beskrevs av Kott 1971. Molgula millari ingår i släktet Molgula och familjen kulsjöpungar.
Artens utbredningsområde är Södra Ishavet. Inga underarter finns listade i Catalogue of Life.